# Tour du Loir-et-Cher 2016
La 57e édition du Tour du Loir-et-Cher est une course cycliste se déroulant du 13 au 17 avril 2016.

## Équipes
Classé en catégorie 2.2 de l'UCI Europe Tour, le Tour du Loir-et-Cher est par conséquent ouvert aux équipes continentales professionnelles françaises, aux équipes continentales professionnelles étrangères dans la limite de deux, aux équipes continentales, aux équipes nationales et aux équipes régionales et de clubs.
Vingt-trois équipes participent à cette édition du Tour du Loir-et-Cher.
| Équipes continentales (20)- Vorarlberg - Differdange-Losch - Parkhotel Valkenburg Continental - Coop-Øster Hus - Riwal Platform - JLT Condor - Wallonie Bruxelles-Group Protect - Whirlpool-Author - Sparebanken Sør - Astana City - Baby-Dump - Ringeriks-Kraft - Jo Piels - Metec-TKH-Mantel - ColoQuick-Cult - Trefor - An Post-ChainReaction - Tre Berg-Bianchi - FixIT.no - Kinan Cycling Team Équipe nationale- Allemagne Équipes régionales et de clubs (2)- Lotto-Soudal U23 - CC Nogent-sur-Oise |
| |

## Déroulement de la course

### Classement des étapes
| Étape     | Date    | Villes étapes             | type            | Distance (km) | Vainqueur d'étape | Leader du classement général |
| --------- | ------- | ------------------------- | --------------- | ------------- | ----------------- | ---------------------------- |
| 1re étape | 13 avr. | Blois – Nouan-le-Fuzelier | étape de plaine | 172,5         | Michael Goolaerts | Michael Goolaerts            |
| 2e étape  | 14 avr. | Orchaise – Chailles       | étape de plaine | 202,5         | Russell Downing   | Michael Goolaerts            |
| 3e étape  | 15 avr. | Fréteval – Vendôme        | étape de plaine | 203           | Fridtjof Røinås   | Fridtjof Røinås              |
| 4e étape  | 16 avr. | Angé – Angé               | étape vallonnée | 189,5         | Patrick Schelling | Patrick Schelling            |
| 5e étape  | 17 avr. | Blois – Blois             | étape de plaine | 97,5          | Jeff Vermeulen    | Patrick Schelling            |

### 1reétape
| \| Classement de l'étape \| Classement de l'étape \| Classement de l'étape \| Classement de l'étape \| Classement de l'étape \| \| Coureur \| Coureur \| Pays \| Équipe \| Temps \| \| --------------------- \| --------------------- \| --------------------- \| --------------------- \| --------------------- \| \| 1er \| Michael Goolaerts \| Belgique \| Lotto-Soudal U23 \| 3 h 50 min 59 s \| \| 2e \| Christopher Lawless \| Royaume-Uni \| JLT Condor \| + 0 s \| \| 3e \| Leif Lampater \| Allemagne \| Rad-net Rose \| + 0 s \| |                     |             |                  |                 |
| |                     |             |                  |                 |
| Source : ProCyclingStats |                     |             |                  |                 |
| Classement de l'étape |                     |             |                  |                 |
| Coureur | Coureur             | Pays        | Équipe           | Temps           |
| 1er | Michael Goolaerts   | Belgique    | Lotto-Soudal U23 | 3 h 50 min 59 s |
| 2e | Christopher Lawless | Royaume-Uni | JLT Condor       | + 0 s           |
| 3e | Leif Lampater       | Allemagne   | Rad-net Rose     | + 0 s           |

| \| Classement général \| Classement général \| Classement général \| Classement général \| Classement général \| \| Coureur \| Coureur \| Pays \| Équipe \| Temps \| \| ------------------ \| ------------------- \| ------------------ \| ------------------ \| ------------------ \| \| 1er \| Michael Goolaerts \| Belgique \| Lotto-Soudal U23 \| 3 h 50 min 59 s \| \| 2e \| Christopher Lawless \| Royaume-Uni \| JLT Condor \| + 4 s \| \| 3e \| Leif Lampater \| Allemagne \| Rad-net Rose \| + 6 s \| |                     |             |                  |                 |
| |                     |             |                  |                 |
| Source : ProCyclingStats |                     |             |                  |                 |
| Classement général |                     |             |                  |                 |
| Coureur | Coureur             | Pays        | Équipe           | Temps           |
| 1er | Michael Goolaerts   | Belgique    | Lotto-Soudal U23 | 3 h 50 min 59 s |
| 2e | Christopher Lawless | Royaume-Uni | JLT Condor       | + 4 s           |
| 3e | Leif Lampater       | Allemagne   | Rad-net Rose     | + 6 s           |

### 2eétape
| \| Classement de l'étape \| Classement de l'étape \| Classement de l'étape \| Classement de l'étape \| Classement de l'étape \| \| Coureur \| Coureur \| Pays \| Équipe \| Temps \| \| --------------------- \| --------------------- \| --------------------- \| -------------------------------- \| --------------------- \| \| 1er \| Russell Downing \| Royaume-Uni \| JLT Condor \| 4 h 57 min 54 s \| \| 2e \| Marco Zanotti \| Italie \| Parkhotel Valkenburg Continental \| + 1 s \| \| 3e \| Edward Planckaert \| Belgique \| Lotto-Soudal U23 \| + 1 s \| |                   |             |                                  |                 |
| |                   |             |                                  |                 |
| Source : ProCyclingStats |                   |             |                                  |                 |
| Classement de l'étape |                   |             |                                  |                 |
| Coureur | Coureur           | Pays        | Équipe                           | Temps           |
| 1er | Russell Downing   | Royaume-Uni | JLT Condor                       | 4 h 57 min 54 s |
| 2e | Marco Zanotti     | Italie      | Parkhotel Valkenburg Continental | + 1 s           |
| 3e | Edward Planckaert | Belgique    | Lotto-Soudal U23                 | + 1 s           |

| \| Classement général \| Classement général \| Classement général \| Classement général \| Classement général \| \| Coureur \| Coureur \| Pays \| Équipe \| Temps \| \| ------------------ \| ------------------- \| ------------------ \| ------------------ \| ------------------ \| \| 1er \| Michael Goolaerts \| Belgique \| Lotto-Soudal U23 \| 8 h 48 min 44 s \| \| 2e \| Russell Downing \| Royaume-Uni \| JLT Condor \| + 2 s \| \| 3e \| Christopher Lawless \| Royaume-Uni \| JLT Condor \| + 4 s \| |                     |             |                  |                 |
| |                     |             |                  |                 |
| Source : ProCyclingStats |                     |             |                  |                 |
| Classement général |                     |             |                  |                 |
| Coureur | Coureur             | Pays        | Équipe           | Temps           |
| 1er | Michael Goolaerts   | Belgique    | Lotto-Soudal U23 | 8 h 48 min 44 s |
| 2e | Russell Downing     | Royaume-Uni | JLT Condor       | + 2 s           |
| 3e | Christopher Lawless | Royaume-Uni | JLT Condor       | + 4 s           |

### 3eétape
| \| Classement de l'étape \| Classement de l'étape \| Classement de l'étape \| Classement de l'étape \| Classement de l'étape \| \| Coureur \| Coureur \| Pays \| Équipe \| Temps \| \| --------------------- \| --------------------- \| --------------------- \| --------------------- \| --------------------- \| \| 1er \| Fridtjof Røinås \| Norvège \| Sparebanken Sør \| 4 h 54 min 12 s \| \| 2e \| Trond Trondsen \| Norvège \| Sparebanken Sør \| + 8 s \| \| 3e \| Edward Planckaert \| Belgique \| Lotto-Soudal U23 \| + 8 s \| |                   |          |                  |                 |
| |                   |          |                  |                 |
| Source : ProCyclingStats |                   |          |                  |                 |
| Classement de l'étape |                   |          |                  |                 |
| Coureur | Coureur           | Pays     | Équipe           | Temps           |
| 1er | Fridtjof Røinås   | Norvège  | Sparebanken Sør  | 4 h 54 min 12 s |
| 2e | Trond Trondsen    | Norvège  | Sparebanken Sør  | + 8 s           |
| 3e | Edward Planckaert | Belgique | Lotto-Soudal U23 | + 8 s           |

| \| Classement général \| Classement général \| Classement général \| Classement général \| Classement général \| \| Coureur \| Coureur \| Pays \| Équipe \| Temps \| \| ------------------ \| ------------------- \| ------------------ \| ------------------ \| ------------------ \| \| 1er \| Fridtjof Røinås \| Norvège \| Sparebanken Sør \| 13 h 42 min 59 s \| \| 2e \| Russell Downing \| Royaume-Uni \| JLT Condor \| + 7 s \| \| 3e \| Christopher Lawless \| Royaume-Uni \| JLT Condor \| + 9 s \| |                     |             |                 |                  |
| |                     |             |                 |                  |
| Source : ProCyclingStats |                     |             |                 |                  |
| Classement général |                     |             |                 |                  |
| Coureur | Coureur             | Pays        | Équipe          | Temps            |
| 1er | Fridtjof Røinås     | Norvège     | Sparebanken Sør | 13 h 42 min 59 s |
| 2e | Russell Downing     | Royaume-Uni | JLT Condor      | + 7 s            |
| 3e | Christopher Lawless | Royaume-Uni | JLT Condor      | + 9 s            |

### 4eétape
| \| Classement de l'étape \| Classement de l'étape \| Classement de l'étape \| Classement de l'étape \| Classement de l'étape \| \| Coureur \| Coureur \| Pays \| Équipe \| Temps \| \| --------------------- \| --------------------- \| --------------------- \| --------------------- \| --------------------- \| \| 1er \| Patrick Schelling \| Suisse \| Team Vorarlberg \| 4 h 39 min 51 s \| \| 2e \| Jonas Aaen Jørgensen \| Danemark \| Riwal Platform \| + 0 s \| \| 3e \| Elmar Reinders \| Pays-Bas \| Jo Piels \| + 19 s \| |                      |          |                 |                 |
| |                      |          |                 |                 |
| Source : ProCyclingStats |                      |          |                 |                 |
| Classement de l'étape |                      |          |                 |                 |
| Coureur | Coureur              | Pays     | Équipe          | Temps           |
| 1er | Patrick Schelling    | Suisse   | Team Vorarlberg | 4 h 39 min 51 s |
| 2e | Jonas Aaen Jørgensen | Danemark | Riwal Platform  | + 0 s           |
| 3e | Elmar Reinders       | Pays-Bas | Jo Piels        | + 19 s          |

| \| Classement général \| Classement général \| Classement général \| Classement général \| Classement général \| \| Coureur \| Coureur \| Pays \| Équipe \| Temps \| \| ------------------ \| -------------------- \| ------------------ \| ------------------ \| ------------------ \| \| 1er \| Patrick Schelling \| Suisse \| Team Vorarlberg \| 18 h 22 min 55 s \| \| 2e \| Jonas Aaen Jørgensen \| Danemark \| Riwal Platform \| + 5 s \| \| 3e \| Fridtjof Røinås \| Norvège \| Sparebanken Sør \| + 14 s \| |                      |          |                 |                  |
| |                      |          |                 |                  |
| Source : ProCyclingStats |                      |          |                 |                  |
| Classement général |                      |          |                 |                  |
| Coureur | Coureur              | Pays     | Équipe          | Temps            |
| 1er | Patrick Schelling    | Suisse   | Team Vorarlberg | 18 h 22 min 55 s |
| 2e | Jonas Aaen Jørgensen | Danemark | Riwal Platform  | + 5 s            |
| 3e | Fridtjof Røinås      | Norvège  | Sparebanken Sør | + 14 s           |

### 5eétape
| \| Classement de l'étape \| Classement de l'étape \| Classement de l'étape \| Classement de l'étape \| Classement de l'étape \| \| Coureur \| Coureur \| Pays \| Équipe \| Temps \| \| --------------------- \| --------------------- \| --------------------- \| --------------------- \| --------------------- \| \| 1er \| Jeff Vermeulen \| Pays-Bas \| Jo Piels \| 2 h 13 min 24 s \| \| 2e \| Edward Planckaert \| Belgique \| Lotto-Soudal U23 \| + 0 s \| \| 3e \| Russell Downing \| Royaume-Uni \| JLT Condor \| + 0 s \| |                   |             |                  |                 |
| |                   |             |                  |                 |
| Source : ProCyclingStats |                   |             |                  |                 |
| Classement de l'étape |                   |             |                  |                 |
| Coureur | Coureur           | Pays        | Équipe           | Temps           |
| 1er | Jeff Vermeulen    | Pays-Bas    | Jo Piels         | 2 h 13 min 24 s |
| 2e | Edward Planckaert | Belgique    | Lotto-Soudal U23 | + 0 s           |
| 3e | Russell Downing   | Royaume-Uni | JLT Condor       | + 0 s           |

| \| Classement général \| Classement général \| Classement général \| Classement général \| Classement général \| \| Coureur \| Coureur \| Pays \| Équipe \| Temps \| \| ------------------ \| -------------------- \| ------------------ \| ------------------ \| ------------------ \| \| 1er \| Patrick Schelling \| Suisse \| Team Vorarlberg \| 20 h 36 min 19 s \| \| 2e \| Jonas Aaen Jørgensen \| Danemark \| Riwal Platform \| + 5 s \| \| 3e \| Russell Downing \| Royaume-Uni \| JLT Condor \| + 11 s \| |                      |             |                 |                  |
| |                      |             |                 |                  |
| Source : ProCyclingStats |                      |             |                 |                  |
| Classement général |                      |             |                 |                  |
| Coureur | Coureur              | Pays        | Équipe          | Temps            |
| 1er | Patrick Schelling    | Suisse      | Team Vorarlberg | 20 h 36 min 19 s |
| 2e | Jonas Aaen Jørgensen | Danemark    | Riwal Platform  | + 5 s            |
| 3e | Russell Downing      | Royaume-Uni | JLT Condor      | + 11 s           |

## Classements finals

### Classement général final
| \| Classement général \| Classement général \| Classement général \| Classement général \| Classement général \| \| Coureur \| Coureur \| Pays \| Équipe \| Temps \| \| ------------------ \| -------------------- \| ------------------ \| -------------------------------- \| ------------------ \| \| 1er \| Patrick Schelling \| Suisse \| Team Vorarlberg \| 20 h 36 min 19 s \| \| 2e \| Jonas Aaen Jørgensen \| Danemark \| Riwal Platform \| + 5 s \| \| 3e \| Russell Downing \| Royaume-Uni \| JLT Condor \| + 11 s \| \| 4e \| Edward Planckaert \| Belgique \| Lotto-Soudal U23 \| + 13 s \| \| 5e \| Fridtjof Røinås \| Norvège \| Sparebanken Sør \| + 14 s \| \| 6e \| Marco Zanotti \| Italie \| Parkhotel Valkenburg Continental \| + 21 s \| \| 7e \| Clément Koretzky \| France \| Team Vorarlberg \| + 25 s \| \| 8e \| Trond Trondsen \| Norvège \| Sparebanken Sør \| + 26 s \| \| 9e \| Elmar Reinders \| Pays-Bas \| Jo Piels \| + 26 s \| \| 10e \| Krister Hagen \| Norvège \| Coop-Øster Hus \| + 29 s \| |                      |             |                                  |                  |
| |                      |             |                                  |                  |
| Source : ProCyclingStats |                      |             |                                  |                  |
| Classement général |                      |             |                                  |                  |
| Coureur | Coureur              | Pays        | Équipe                           | Temps            |
| 1er | Patrick Schelling    | Suisse      | Team Vorarlberg                  | 20 h 36 min 19 s |
| 2e | Jonas Aaen Jørgensen | Danemark    | Riwal Platform                   | + 5 s            |
| 3e | Russell Downing      | Royaume-Uni | JLT Condor                       | + 11 s           |
| 4e | Edward Planckaert    | Belgique    | Lotto-Soudal U23                 | + 13 s           |
| 5e | Fridtjof Røinås      | Norvège     | Sparebanken Sør                  | + 14 s           |
| 6e | Marco Zanotti        | Italie      | Parkhotel Valkenburg Continental | + 21 s           |
| 7e | Clément Koretzky     | France      | Team Vorarlberg                  | + 25 s           |
| 8e | Trond Trondsen       | Norvège     | Sparebanken Sør                  | + 26 s           |
| 9e | Elmar Reinders       | Pays-Bas    | Jo Piels                         | + 26 s           |
| 10e | Krister Hagen        | Norvège     | Coop-Øster Hus                   | + 29 s           |

## Liste des participants
- Liste de départ complète